# Rododendre pòntic

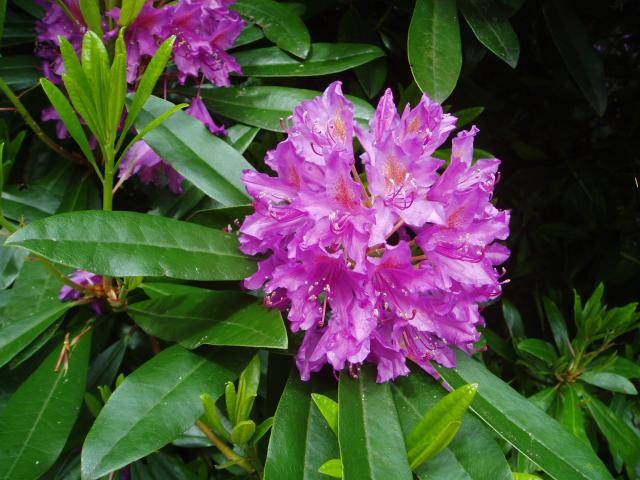
R. ponticum, flor

El rododendre pòntic (Rhododendron ponticum), és una espècie de planta del gènere dels rododendres que és una planta nativa del sud d'Europa i del sud-oest d'Àsia. El nom prové de la referència a un dels seus hàbitats, a l'entorn del nom antic grec i llatí del Mar Negre o Pont Euxí.

## Descripció
R. ponticum és un arbust dens o un arbret que fa fins a 5 m i rarament 8 m d'alt. És perennifoli i les flors fan de 3,5 a 5 cm de diàmetre i de color viola-porpra. El fruit és una càpsula seca amb moltes llavors.
Les dues subespècies són:
- R. p. ponticum, des de Bulgària a Geòrgia
- R. p. baeticum (Boiss. & Reut.) Hand.-Mazz. a Espanya i Portugal

Les evidències fòssils mostren que havia estat molt més estès abans del Darrer Màxim Glacial o fins fa uns 20.000 anys.
El va trobar al Proper orient el botànic Joseph Pitton de Tournefort i Linnaeus li va donar el nom per identificar-la amb l'antic Pontus euxinus o la mar Negra on creix. En el cas de la península Ibèrica, l'amic de Linnaeus Clas Alströmer el va trobar creixent junt el baladre. Va ser introduït a la Gran Bretanya el 1763. A Europa s'ha classificat com una de les 100 plantes invasores més nocives.

## Cultiu

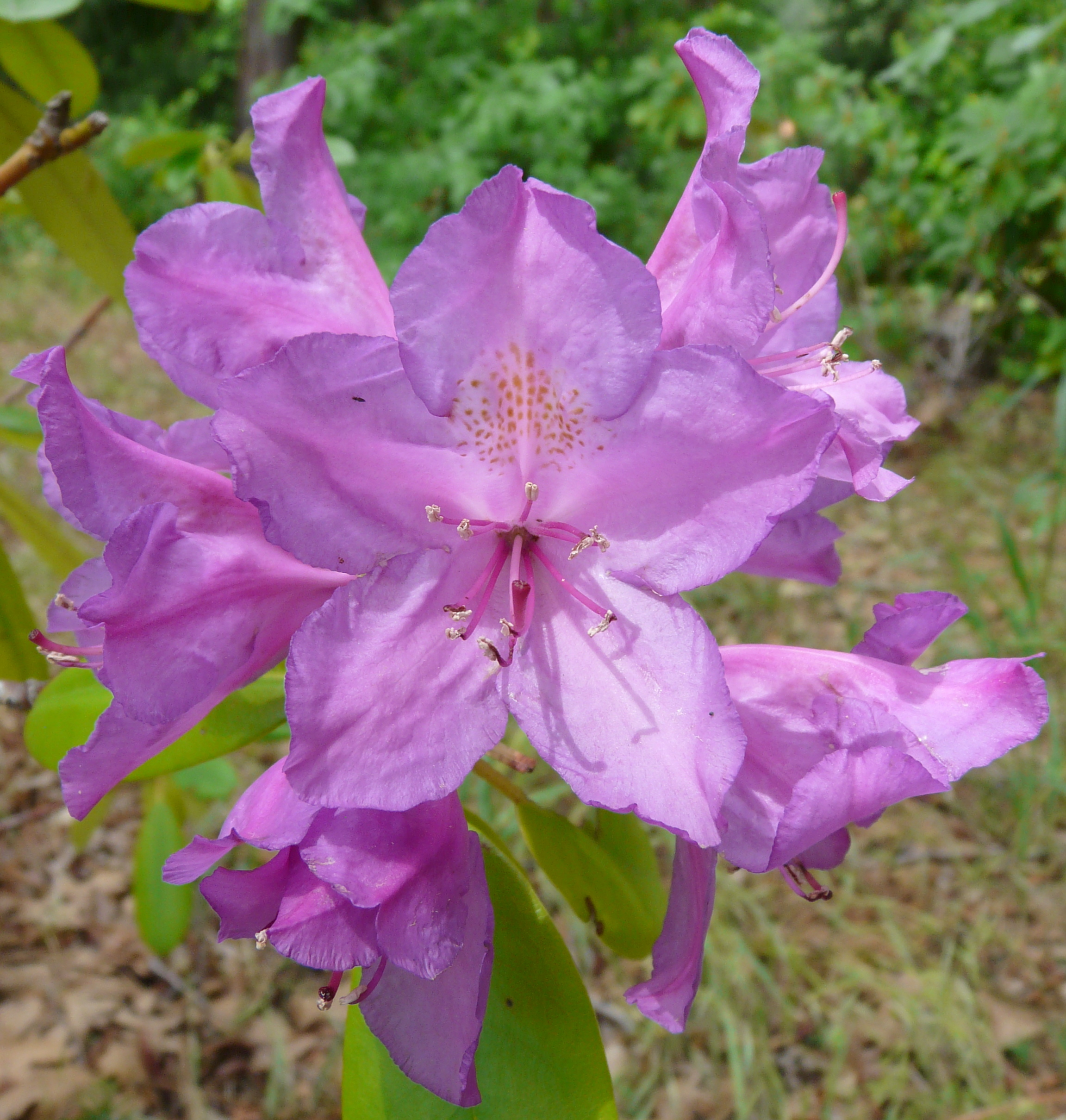
Rhododendron ponticum

Rhododendron ponticum subsp. baeticum és cultiva molt com planta ornamental o més sovint com portaempelt d'altres rhododendrons La mel que produeix pot ser tòxica per tenir grayanotoxina.